# アベリー郡 (ノースカロライナ州)
エイヴリー郡 （英: Avery County）は、アメリカ合衆国ノースカロライナ州の西部に位置する郡である。2010年国勢調査での人口は17,797人であり、2000年の17,167人から3.7%増加した。郡庁所在地はニューランド町（人口698人）であり、同郡で人口最大の町はバナーエルク町（人口1,028人）である。

## 歴史
エイヴリー郡 は1911年にコールドウェル郡、ミッチェル郡、ワタウガ郡のそれぞれ一部を合わせて設立された。郡名はアメリカ独立戦争時の大佐であり、ノースカロライナ州初代検事総長（在任1777年-1779年）を務めたウェイトスティル・エイヴリーに因んで名付けられた。州内では最後に設立された郡になっている。郡内で生産される大量のクリスマスツリーで知られている。
1989年にカート・ラッセルとケリー・マクギリスが出演した映画『冬の人々』はエイヴリー郡で撮影された。
作家ビル・クリーバーの小説『ユリが咲く所』の映画版も郡内で撮影された。この映画はウィリアム・A・グラハムが監督し、ワタウガ郡のブーンとブローイングロック、エイヴリー郡のエルクパークとバナーエルクで撮影された。登場している子供達は地元の小学校児童である。

## 郡政府
エイヴリー 郡は地域自治体の委員会であるハイカントリー自治体委員会のメンバーである。

## 林業
エイヴリー 郡はフレーザーモミのクリスマスツリーの大量生産で全国に知られている。

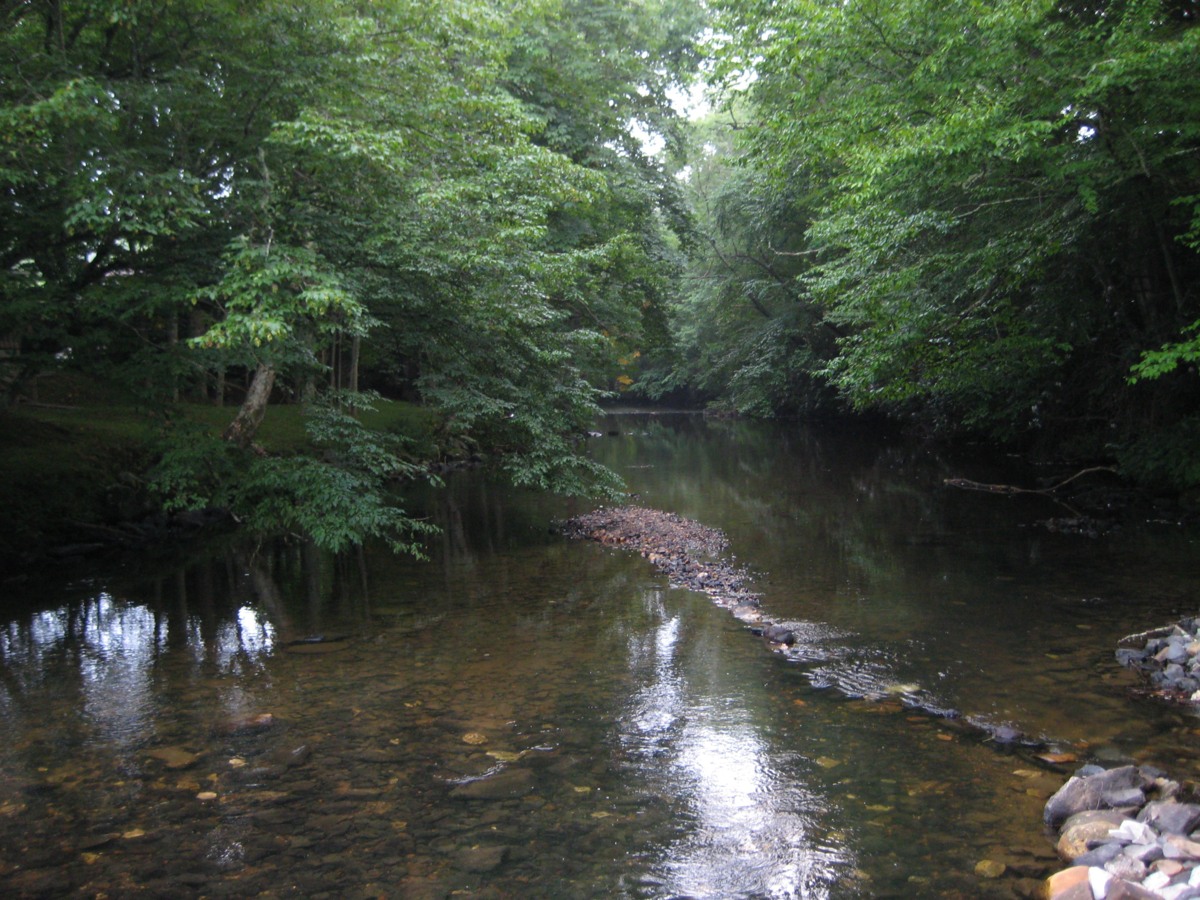
リンビルの町中にある水流

## 地理
アメリカ合衆国国勢調査局に拠れば、郡域全面積は247平方マイル (640 km2)であり、このうち陸地247平方マイル (640 km2)、水域は0平方マイル (0 km2)で水域率は0.08%である。
エイヴリー 郡はアパラチア山脈の中にあって、田園と山岳で覆われている。最高地点はグラッシーリッジ・ボールドであり、標高は6,165フィート (1,879 m) である。ワタウガ郡とコールドウェル郡との境にあるグランドファーザー山（最高点は標高5,946フィート (1,812 m) のキャロウェイ峰）の大半も郡内にある。標高 5,506 フィート (1,678 m) のビーチマウンテンは、ミシシッピ川以東で最も高い法人化町である。標高 3,606 フィート (1,099 m) のニューランドは、同じくミシシッピ川以東で最も高い郡庁所在地である。

### 主要高規格道路
- アメリカ国道19E号線
- アメリカ国道221号線
- アメリカ国道321号線
- ノースカロライナ州道105号線
- ノースカロライナ州道181号線
- ノースカロライナ州道184号線
- ノースカロライナ州道194号線

### 隣接する郡
- ジョンソン郡 (テネシー州) - 北
- カーター郡 (テネシー州) - 西
- コールドウェル郡 - 南東
- バーク郡 - 南
- マクドウェル郡 - 南
- ミッチェル郡 - 西
- ワタウガ郡 - 北

### 国立保護地域
- ブルーリッジ・パークウェイ（部分）
- ピスガー国立の森（部分）

## 気候
アベリー郡は比較的標高が高いので、湿潤大陸性気候にあり、かなり涼しい夏が特徴である。冬は長く、寒く、雪が多い。郡内にはスキー場もある。

## 人口動態
以下は2000年国勢調査による人口統計データである。
| 基礎データ - 人口: 17,167人 - 世帯数: 6,532 世帯 - 家族数: 4,546 家族 - 人口密度: 27人/km2（70人/mi2） - 住居数: 11,911軒 - 住居密度: 19軒/km2（48軒/mi2） 人種別人口構成 - 白人: 93.95% - アフリカン・アメリカン: 3.48% - ネイティブ・アメリカン: 0.34% - アジア人: 0.19% - 太平洋諸島系: 0.04% - その他の人種: 1.28% - 混血: 0.71% - ヒスパニック・ラテン系: 2.41% 年齢別人口構成 - 18歳未満: 19.4% - 18-24歳: 10.3% - 25-44歳: 30.1% - 45-64歳: 24.4% - 65歳以上: 15.7% - 年齢の中央値: 38歳 - 性比（女性100人あたり男性の人口） - 総人口: 111.8 - 18歳以上: 112.9 | 世帯と家族（対世帯数） - 18歳未満の子供がいる: 27.1% - 結婚・同居している夫婦: 57.1% - 未婚・離婚・死別女性が世帯主: 9.1% - 非家族世帯: 30.4% - 単身世帯: 26.6% - 65歳以上の老人1人暮らし: 11.0% - 平均構成人数 - 世帯: 2.34人 - 家族: 2.82人 収入と家計 - 収入の中央値 - 世帯: 30,627米ドル - 家族: 37,454米ドル - 性別 - 男性: 25,983米ドル - 女性: 21,652米ドル - 人口1人あたり収入: 15,176米ドル - 貧困線以下 - 対人口: 15.3% - 対家族数: 10.9% - 18歳未満: 19.3% - 65歳以上: 19.0% |

## 都市と町

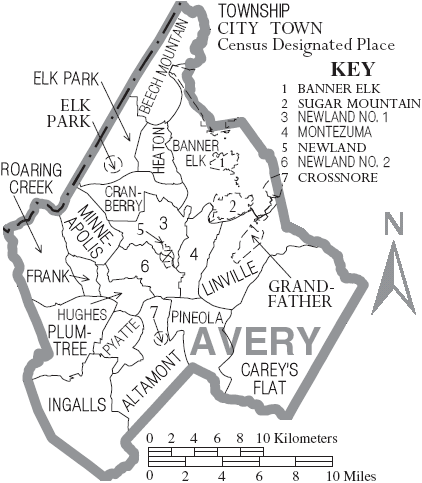
エイヴリー 郡の自治体と郡区

| - バナーエルク - ビーチマウンテン - クロスノア - エルクパーク | - グラッグ - グランドファーザー - リンビル - ミネアポリス | - ニューランド - 郡庁所在地 - ピネオラ - セブンデビルズ - シュガーマウンテン |

## 教育

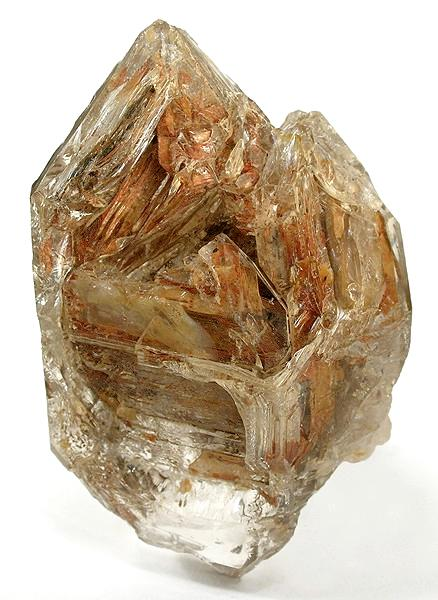
中に粘土が入って二方向に成長した水晶、 エイヴリー郡出土

### エイヴリー 郡教育学区
エイヴリー 郡教育学区には幼稚園前から12年生までを教える8つの学校がある。高校1校、中学校2校、小学校5校である。

### その他の高校
メイランド・アーリーカレッジ高校はメイランド・コミュニティカレッジが運営し、 エイヴリー、ミッチェル、ヤンシー各郡の生徒を受け入れている。

### チャータースクール
郡内では認可された2つのチャータースクールが運営されている。
- クロスノア・アカデミー
- グランドファーザー・アカデミー

### 高等教育機関
- リーズ・マクレイ・カレッジ
- メイランド・コミュニティカレッジ

## メディア
ニューランドを本拠とする「ジ・ エイヴリー・ジャーナル・タイムズ」が郡内に配布されている。この新聞はジョーンズ・メディア出版社が所有し、ブーンで発行される「ワタウガ・デモクラット」の姉妹紙である。